# Cymothales gerstaeckeri
Cymothales gerstaeckeri is een insect uit de familie van de mierenleeuwen (Myrmeleontidae), die tot de orde netvleugeligen (Neuroptera) behoort. 
Cymothales gerstaeckeri is voor het eerst wetenschappelijk beschreven door Banks in 1941.